# Juchnowiec Kościelny (gemeente)
De gemeente Juchnowiec Kościelny (tot 1997 Juchnowiec Dolny) is een landgemeente in het Poolse woiwodschap Podlachië, in powiat Białostocki.
De zetel van de gemeente was in Juchnowiec Kościelny (tot 1998,tegenwoordig in Juchnowiec Dolny).
Op 30 juni 2004 telde de gemeente 12 987 inwoners.

## Oppervlakte gegevens
In 2002 bedroeg de totale oppervlakte van gemeente Juchnowiec Kościelny 172,06 km², waarvan:
- agrarisch gebied: 74%
- bossen: 17%

De gemeente beslaat 5,76% van de totale oppervlakte van de powiat.

## Demografie
Stand op 30 juni 2004:
| Omschrijving                   | Totaal | Totaal | Vrouwen | Vrouwen | Mannen | Mannen |
| ------------------------------ | ------ | ------ | ------- | ------- | ------ | ------ |
| eenheid                        | aantal | %      | aantal  | %       | aantal | %      |
| inwoners                       | 12 987 | 100    | 6517    | 50,2    | 6470   | 49,8   |
| bevolkingsdichtheid (inw./km²) | 75,5   | 75,5   | 37,9    | 37,9    | 37,6   | 37,6   |

In 2002 bedroeg het gemiddelde inkomen per inwoner 1333,22 zł.

## Plaatsen
Baranki, Biele, Bogdanki, Bronczany, Czerewki, Dorożki, Hermanówka, Hołówki Duże, Hołówki Małe, Horodniany, Hryniewicze, Ignatki, Ignatki-Kolonia, Ignatki-Osiedle, Izabelin, Janowicze, Janowicze-Kolonia, Juchnowiec Dolny, Juchnowiec Dolny-Kolonia, Juchnowiec Górny, Juchnowiec Kościelny, Kleosin, Klewinowo, Kojrany, Kolonia Koplany, Kolonia Księżyno, Koplany, Kozowszczyzna, Kożany, Księżyno, Lewickie, Lewickie-Kolonia, Mońkowizna, Niewodnica Nargilewska, Niewodnica Nargilewska-Kolonia, Ogrodniczki, Olmonty, Pańki, Rostołty, Rumejki, Simuny, Solniczki, Stanisławowo, Szerenosy, Śródlesie, Tryczówka, Wojszki, Wólka, Zajączki, Zaleskie, Złotniki.

## Aangrenzende gemeenten
Białystok, Bielsk Podlaski, Choroszcz, Suraż, Turośń Kościelna, Wyszki, Zabłudów